# Signe Danning
Signe Thora Danning, född Aas 25 augusti 1878 i Kristiania (nuvarande Oslo), död 10 februari 1980 i Odense, Danmark, var en norsk skådespelare.
Danning var engagerad vid Den Nationale Scene i Bergen 1897–1907. Därefter engagerades hon vid Fahlstrøms teater och Tivoli Theater i Oslo. Danning medverkade 1911–1912 i fyra av de allra tidigaste norska spelfilmerna. Hon debuterade i Fattigdommens forbandelse och medverkade också i Bondefangeri i Vaterland (1911), Under forvandlingens lov (1911) och Hemmeligheden (1912). Därefter flyttade hon tillsammans med maken Christian Danning till Danmark och Odense.

## Filmografi
- 1911 – Fattigdommens forbandelse
- 1911 – Bondefangeri i Vaterland
- 1911 – Under forvandlingens lov
- 1912 – Hemmeligheden